# Señorita
«Señorita» (с англ. — «Госпожа») — четвёртый сингл из дебютного сольного альбома Джастина Тимберлейка «Justified». Выпущенный в 2003 году командой продюсеров The Neptunes сингл достиг 27 строки в Billboard Hot 100 и 13 в Великобритании.
Основная музыкальная линия и базовые инструменты были лицензированы Тимберлейком у Sony Records из альбома Майкла Джексона «Thriller»

## Коммерческий успех
В США сингл был официально исполнен на радио в сентябре 2003 года. Песня «Señorita» появилась на Billboard Hot 100 и дебютировала под номером 27. Она достигла позиции номер 5 в Mainstream Top 40, номер 10 на  Top 40 Tracks и номер 29 на Rhythmic.
Сингл выступал в среднем, когда он был выпущен на международном уровне. Песня дебютировала под номером 13 в Великобритании за неделю, закончившуюся 27 сентября 2003 года. Песня не смогла занять более высокую позицию и она опускалась на более низкие позиции в течение восьми недель подряд, пока не покинула чарты полностью. В Ирландии трек вошел в  Irish Singles Chart под номером 15. Он провел в чарте семь недель и не смог подняться на более высокую позицию. В Новой Зеландии трек попал в чарты под номером 9 четырнадцатого сентября 2003 года. В течение следующих четырех недель он достиг пика под номером 4 и на этой позиции в течение двух недель. Песня провела 15 недель в чарте. В Австралии песня достигла пика под номером 6 и ушла из чарта после того как провела в нём одиннадцать недель. В чартах европейских стран песня попала в топ-10 и топ-20.

## Список композиций
European CD single
1. «Señorita» (Album version) — 4:54
2. «Señorita» (Instrumental) — 4:54
3. «Señorita» (Eddie's Extended Club Mix) — 6:27
4. «Rock Your Body» (Vasquez Club Anthem) — 9:15
5. «Señorita» (Video) — 4:33

UK CD single
1. «Señorita» (Radio Edit Short Intro) — 4:16
2. «Señorita» (Eddie's Crossover Rhythm Mix) — 4:18
3. «Señorita» (Eddie's Extended Dance Mix) — 6:27
4. «Señorita» (Dr. Octavo 2-Step Mix) — 3:50

## Чарты
| Чарт (2003)                              | Высшая позиция |
| ---------------------------------------- | -------------- |
| Австралия (ARIA)                         | 6              |
| Австрия (Ö3 Austria Top 40)              | 61             |
| Бельгия (Ultratop 50 Flanders)           | 15             |
| Бельгия (Ultratop 50 Wallonia)           | 15             |
| Канада (Canadian Hot 100)                | 19             |
| Дания (Tracklisten)                      | 13             |
| Франция (SNEP)                           | 41             |
| Германия (Media Control AG)              | 51             |
| Ирландия (IRMA)                          | 15             |
| Италия (FIMI)                            | 32             |
| Нидерланды (Mega Single Top 100)         | 26             |
| Новая Зеландия (RIANZ)                   | 4              |
| Швеция (Sverigetopplistan)               | 29             |
| Швейцария (Schweizer Hitparade)          | 42             |
| Великобритания (Official Charts Company) | 13             |
| США (Billboard Hot 100)                  | 27             |
| США (Billboard Mainstream Top 40)        | 5              |

| Чарт (2012)                              | Высшая позиция |
| ---------------------------------------- | -------------- |
| Великобритания (Official Charts Company) | 155            |

## История релиза
| Страна         | Дата             | Формат           | Лейбл                    |
| -------------- | ---------------- | ---------------- | ------------------------ |
| США            | 8 июля 2003      | Mainstream radio | Jive Records             |
| США            | 8 июля 2003      | Rhythmic radio   | Jive Records             |
| Германия       | 1 сентября 2003  | Макси-сингл      | Sony Music Entertainment |
| Великобритания | 15 сентября 2003 | Макси-сингл      | Sony Music Entertainment |
| Великобритания | 20 октября 2003  | 12"              | Sony Music Entertainment |